# 左指华哲水蚤
左指华哲水蚤（学名：Sinocalanus laevidactylus）为胸刺水蚤科华哲水蚤属的动物，是中国的特有物种。分布于广东、福建等地，多生活于近海的淡水和低盐度的半咸水中。